# 尤厄爾 (阿拉巴馬州)
尤厄爾（英語：Ewell）是一個位於美國阿拉巴馬州戴爾縣的非建制地區。該地的面積和人口皆未知。

## 地理
尤厄爾的座標為31°25′18″N 85°34′29″W / 31.42166°N 85.57472°W，而該地最高點為海拔高度122米（即400英尺）。